# Ghiacciaio Vangengeym
Il ghiacciaio Vangengeym è un ghiacciaio lungo circa 11 km situato sulla costa della Principessa Astrid, nella Terra della Regina Maud, in Antartide. Il ghiacciaio, il cui punto più alto si trova a oltre 1100 m s.l.m., si trova in particolare nelle monti Gruber, facenti parte dei monti Wohlthat, dove scorre verso nord a partire dal fianco orientale del monte Mentzel fino al monte Seekopf.

## Storia
Il ghiacciaio Vangengeym fu scoperto e fotografato per la prima volta nel 1939 grazie a ricognizioni aeree svolte durante la spedizione tedesca Nuova Svevia, 1938-39, ed ancora rimappato più dettagliatamente grazie a ricognizioni aeree dapprima da parte della sesta spedizione antartica norvegese, nel periodo 1956-60, e poi di una spedizione sovietica di ricerca antartica svoltasi dal 1960 al 1961, che lo battezzò con il suo attuale nome in onore del meteorologo sovietico Georgiy Vangengeym.